# Frederick A. Hall
Frederick Albert Hall (* 2. Juli 1944 in Niagara-on-the-Lake/Ontario) ist ein kanadischer Musikwissenschaftler und -pädagoge.

## Leben und Wirken
Hall studierte Klavier bei Earle Moss in Toronto und Lubka Kolessa in Montreal sowie Orgel bei Eric Dowling in St Catharines und Raymond Daveluy in Montreal. In den Jahren 1972 bis 1973 unterrichtete er an der University of Windsor und der University of Toronto. Seit 1972 wirkt er an der McMaster University. Hier war er von 1980 bis 1986 Leiter des Fachbereichs Musik, seither ist er stellvertretender Dekan der geisteswissenschaftlichen Fakultät.
Als Spezialist für kanadische Musikgeschichte verfasste Hall Artikel für Zeitschriften sowie für Enzyklopädien wie die Canadian Encyclopedia und die Encyclopedia of Music in Canada. 1982 gehörte er zu den Gründungsmitgliedern der Canadian Musical Heritage Society (CMH), für die er zwei Bände mit Liedern herausgab. Außerdem gibt er ein Quellenbuch zur kanadischen Musikgeschichte seit 1866 heraus.

## Schriften
- Musical life in Windsor: 1875–1901, 1973
- Hamilton, 1846–1946: a century of music, 1974
- Musical life in eighteenth-century Halifax, 1983
- (Hrsg.) Songs I, to English Texts, CMH, vol 3, 1985
- F. A. Hall und John Beckwith (Hrsg.), Musical Canada: Words and Music Honouring Helmut Kallmann, Toronto 1988
- Musical Yankees and Tories in Maritime settlements of eighteenth-century Canada, (American Music, vol 5), 1988
- A prince's sojourn in eighteenth-century Canada, (Studies in Eighteenth-Century Culture, vol 19), 1989
- (Hrsg.) Songs III, to English Texts, CMH, vol 13, 1992

| Personendaten    | Personendaten                                  |
| ---------------- | ---------------------------------------------- |
| NAME             | Hall, Frederick A.                             |
| ALTERNATIVNAMEN  | Hall, Frederick Albert                         |
| KURZBESCHREIBUNG | kanadischer Musikwissenschaftler und -pädagoge |
| GEBURTSDATUM     | 2. Juli 1944                                   |
| GEBURTSORT       | Niagara-on-the-Lake                            |